# 二本松市コンサートホール
二本松市コンサートホール（にほんまつしコンサートホール）は、福島県二本松市にあるコンサートホール。

## 概要
二本松市の中心部にあり、専ら音楽の発表に使われている。
開館は1988年。市民の情操を豊かにするための文化施設を建設したいという市民から寄付を得て建設された。
昭和初期に活躍した、二本松市ゆかりの世界的プリマドンナ、関屋敏子に因んだ、イタリア風の外観が特徴。詩情あふれる歴史のまち二本松における文化の殿堂にふさわしい、中世ヨーロッパ風の格式ある建築をコンセプトに設計されている。
客席数206席。近隣の二本松市民会館と比較してホールの規模が小さいことから、主に小規模の演奏会に用いられている。

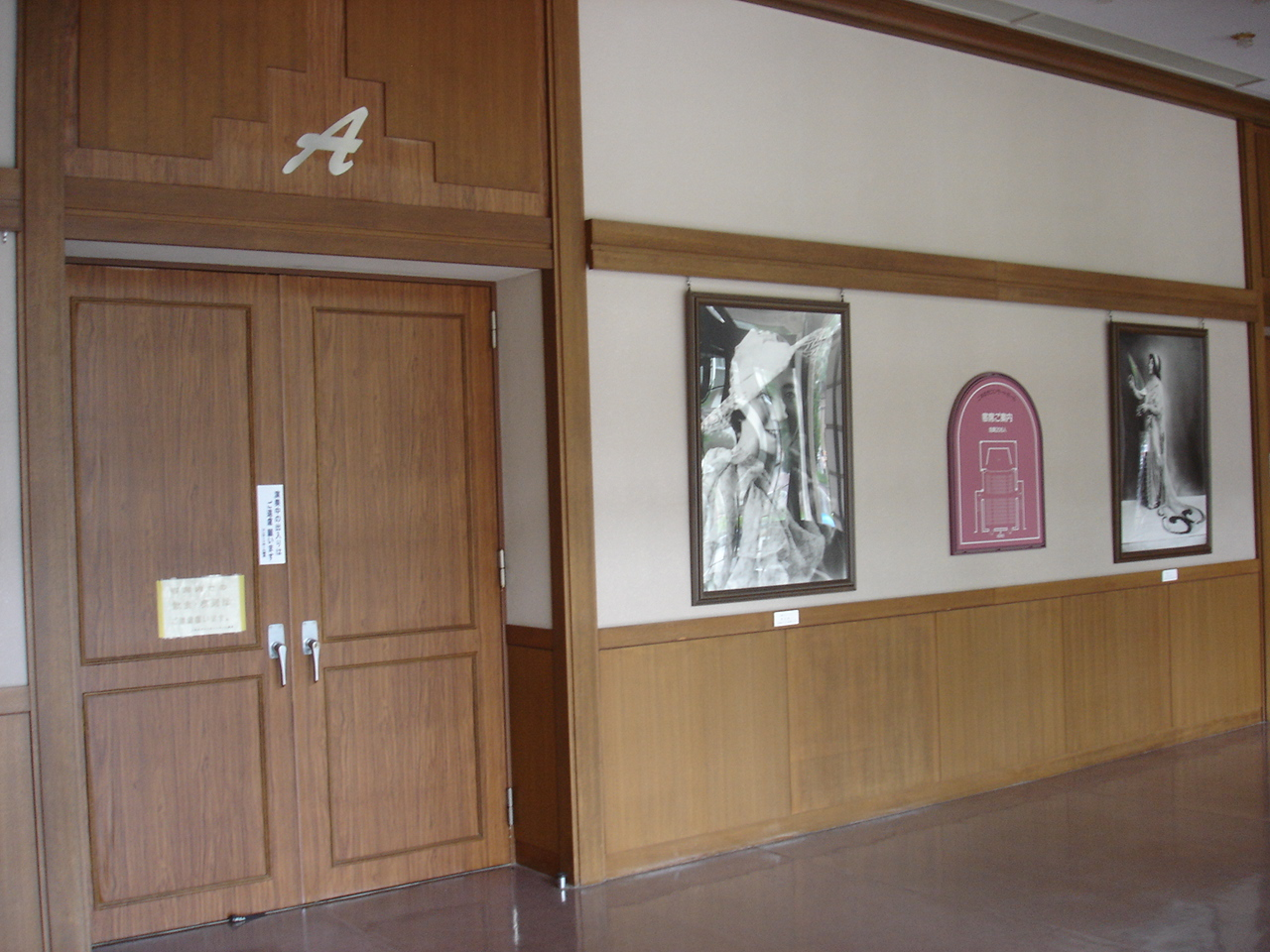
ホワイエ

## アクセス
- JR二本松駅より、約1.9㎞。
- 福島交通のバスで本町下車、すぐ。
- 駐車場が100台分確保されている。